# کلیسای قدیمی هلسینکی
کلیسای قدیمی هلسینکی (انگلیسی: Old Church of Helsinki)، (فنلاندی: Helsingin vanha kirkko, سوئدی: Gamla kyrkan i Helsingfors)
یک کلیسای مسیحیت انجیلی یا اونجلیسم لوتری در هلسینکی فنلاند است که توسط معمار آلمانی کارل لودویگ انگل در سبک معماری نئوکلاسیک طراحی و در سال ۱۸۲۶ تکمیل شد.
این بنا قدیمی‌ترین کلیسا در مرکز هلسینکی است، و با اینکه کلیسای جامع هلینسکی در سال ۱۸۵۲ تکمیل و استفاده شد اما همچنان این کلیسا به عنوان نمادی بی‌جانشین از شهر هلسینکی مورد استفاده است.
کلیسای قدیمی هلسینکی در محوطه خود دارای یک گورستان کوچک با ۴۰ سنگ یادبود است که قربانیان جنگ داخلی فنلاند و جنگ استقلال استونی در آن دفن شده‌اند.

## نگارخانه

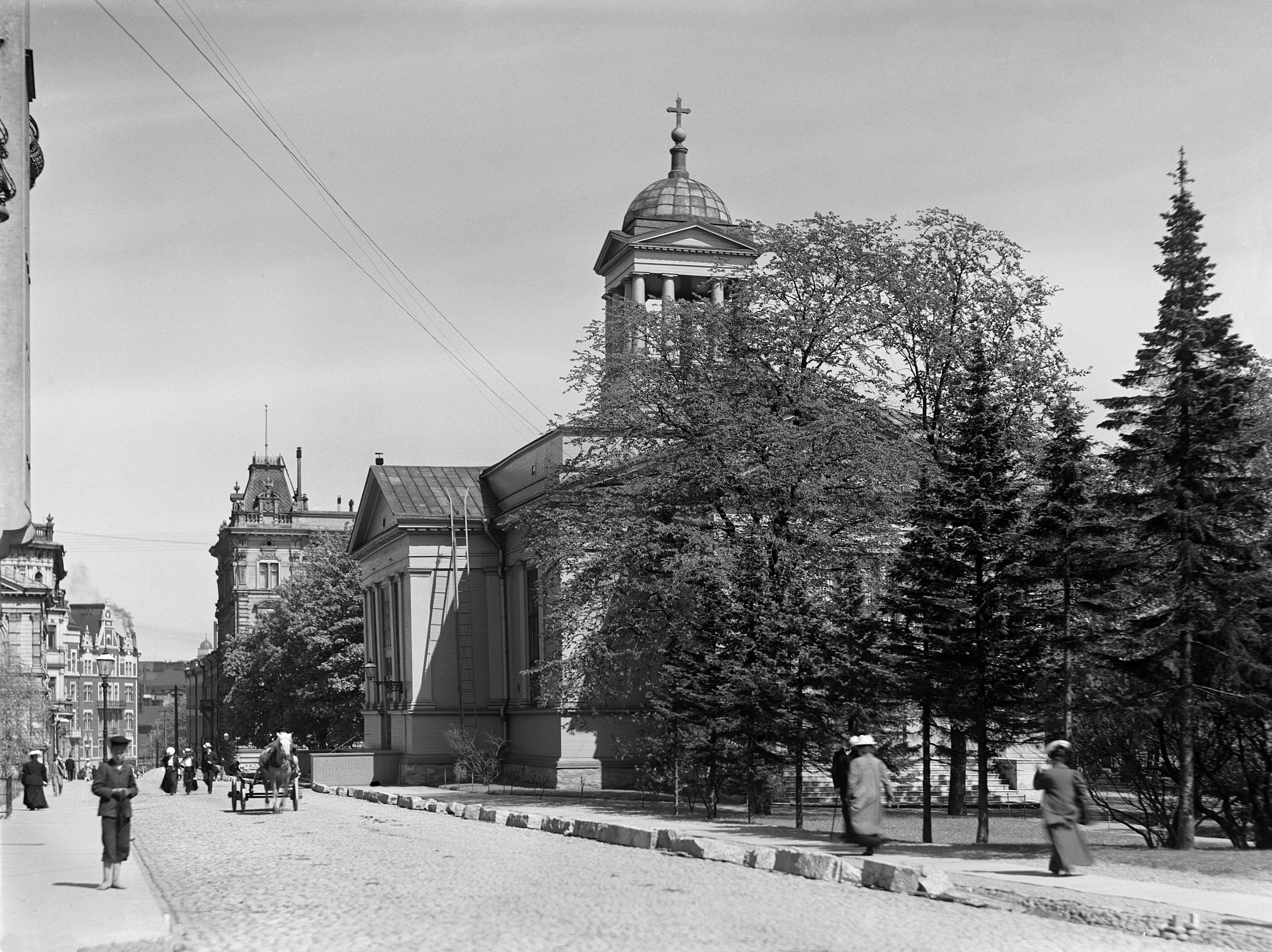
نمایی از کلیسای قدیمی هلسینکی در ۱۹۰۸